# Lithophyllon undulatum
Espèce
Synonymes
- Lithophyllon lobata Horst, 1921

Statut CITES
Lithophyllon undulatum est une espèce de coraux appartenant à la famille des Fungiidae.